# Warba (Minnesota)
Warba es una ciudad ubicada en el condado de Itasca en el estado estadounidense de Minnesota. En el Censo de 2010 tenía una población de 181 habitantes y una densidad poblacional de 21,4 personas por km².

## Geografía
Warba se encuentra ubicada en las coordenadas 47°8′8″N 93°16′12″O / 47.13556, -93.27000. Según la Oficina del Censo de los Estados Unidos, Warba tiene una superficie total de 8.46 km², de la cual 8.32 km² corresponden a tierra firme y (1.68%) 0.14 km² es agua.

## Demografía
Según el censo de 2010, había 181 personas residiendo en Warba. La densidad de población era de 21,4 hab./km². De los 181 habitantes, Warba estaba compuesto por el 97.24% blancos, el 0% eran afroamericanos, el 2.76% eran amerindios, el 0% eran asiáticos, el 0% eran isleños del Pacífico, el 0% eran de otras razas y el 0% pertenecían a dos o más razas. Del total de la población el 0% eran hispanos o latinos de cualquier raza.